# Гріф Карга
Гріф Карга; Ґріф Карґа — вигаданий персонаж франшизи Зоряні війни, який з'являється в телевізійних серіях Disney+ «Мандалорець». Він є лідером Гільдії мисливців за головами та надає Мандалорцю роботу, яка веде його до зустрічі з Ґроґу, чужим немовлям, також відомим як «Дитя». Гріф буває як союзником, так і противником Мандалорця в різні моменти першого сезону, зрештою стає його побратимом у другому сезоні.

## Передісторія
Образ Гріфа Карги був створений Джоном Фавро, творцем і шоуранером Мандалорця. Спочатку персонаж планувався лише в кількох епізодах, але Фавро та сценаристам так сподобався Карга, що його участь була розширена. Гріфа зображує Карл Везерс, якого Фавро знав завдяки Гільдії режисерів Америки. Везерс прийняв цю роль за умови, що він міг би керувати майбутніми епізодами «Мандалорця». Везерс зняв епізод «Частина 12: Облога», який був першою появою Гріфа у другому сезоні серіалу.
Елементи постаті персонажа навмисно тримали в таємниці, хоча у фіналі першого сезону було зазначено, що він раніше був опальним державним чиновником, і Везерс сказав, що його попередня історія буде розвиватися в другому сезоні. Везерс виконував власні трюки для «Мандалорця». Він описав цю роль як «одну з найбільших речей, яка сталася за всі роки, якими я займався в шоу-бізнесі». Гріф отримав загалом позитивні відгуки від шанувальників та рецензентів. За виступ у другому сезоні Везерс був номінований на премію «Еммі» — категорія «Кращий запрошений актор в драматичному телесеріалі».
Карга є лідером Гільдії мисливців за головами — організації, яка регулює діяльність найманих мисливців, призначає нагороди конкретним особам і забезпечує дотримання її членами правил гільдії. Дещо з попередньої історії Гріфа було розкрито станом на кінець першого сезону. Але у фіналі першого сезону виявляється, що він раніше був урядовцем із званням магістрата — до того, як ганебно втратити посаду. Карл Везерс заявив, що додаткові деталі попередньої історії персонажа будуть надані у другому сезоні серіалу.

## Перший сезон
Вперше Гріф з'являється в прем'єрі серіалу «Частина 1: Мандалорець», де перебуває у барі на планеті Неварро. Тоді Мандалорець бере у нього плату за кілька зібраних ним об'єктів полювання. Потім Гріф повідомляє Мандалорця про прибуткову роботу від таємничого чоловіка, відомого як «Клієнт», який наполягає на зустрічі з Мандо віч-на-віч. Робота виявляється щедрооплачуваною — за «Дитину», молодого інопланетянина із того ж неназваного виду, що й Йода.
Далі Гріф з'являється у «Частині 3: Гріх», під час якого він повідомляє Мандалорцю про необхідність привести захопленого Малюка безпосередньо до Клієнта. Мандалорець робить це, але згодом рятує Малюка Грогу від Клієнта, який є агентом Галактичної імперії. Це є порушенням кодексу Гільдії, тому Гріф організовує групу мисливців за головами, щоб протистояти Мандалорцю і Малюку. В масовій стрілячці більшість мисливців за головами Гріфа гинуть, коли Мандо отримує допомогу від групи воїнів-мандалорців. Сам Гріф рятується втечею і має справу з Мандалорцем на його кораблі, «Гострому гребені», але Каргу викинено з корабля перед відльотом. Гріф виживає лише тому, що у нього було два злитки бескару, рідкісної сталі, яку Клієнт надав як оплату щедрості за Малюка — метал був у кишені жилета, куди потрапив постріл.
Передостанній епізод першого сезону «Частина 7: Відплата» починається тим, що Мандалорець отримує повідомлення від Гріфа, який пропонує — Мандо допоможе усунути імператорську присутність на Неварро, Карга забезпечить, щоб Гільдія більше не шукала Мандалорця або Малюка. Пропозиція є пасткою, і Гріф планує засідку та вбивство Мандалорця й повернення Дитини Клієнту. Тим не менш, Мандалорець приймає пропозицію Гріфа, приводячи з собою для підмоги Кару Дюн, Квіла і IG-11. Під час їхнього рейду на Гріфа нападає птеродактилеподібна істота, і Карга зазнає смертельний отруйний укус — але Малюк використовує Силу, щоб зцілити його. Гріф настільки зворушений, що у нього змінюється погляд на події і Карга повідомляє іншим про пастку. Разом вони розробляють новий план, в якому залишають Малюка позаду, приводять Мандалорця до імперців — ніби він у полоні, а потім намагаються їх усунути.
План йде не так — це призводить до того, що група закріплюється всередині бару — оточені штурмовиками імперського офіцера Моффа Гідеона. На початку фіналу першого сезону («Глава 8: Викуп») група вступає в короткотривалу перестрілку зі штурмовиками після того, як IG-11 прибуває з Малюком для надання допомоги. Група втікає з будівлі через каналізаційну систему, де вони рухаються до прихованого мандалорського прихистку і виявляють, що більшість воїнів там уже були вбиті імперцями. Спочатку Мандалорець звинувачує в цьому Гріфа, вважаючи винною Гільдію, поки Зброярка не переконує його в іншому. Потім група втікає на контрольованій дроїдами плавучій баржі річкою лави. Гріф присутній, коли IG-11 жертвує собою, щоб ліквідувати велику кількість штурмовиків, аби забезпечити втечу групи. Потім він переживає атаку Моффа Гідеона у винищувачі TIE, яку Мандалорець відбиває. Після цього Гріф вирішує залишитися на Неварро і відбудувати Гільдію мисливців за головами, та запрошує Кару Дюн на посаду його виконавця, яку вона приймає.

## Другий сезон
Персонажу було підтверджено повернення у другому сезоні «Мандалорця» перед його прем'єрою. Гріф з'являється в «Частині 12: Облога», першому епізоді другого сезону, режисером якого став Карл Везерс. Тепер Карга — магістрат Неварро, він працював над ліквідацією всіх імперських сил на планеті, йому допомагала Кара як його маршал і неназваний Мітрол — як його помічник без згоди. Коли Мандалорець і Малюк повертаються на Неварро — для ремонту «Гострого гребеня», вони об'єднуються з Гріфом і Карою, які представляють їм деякі зміни, зроблені в місті. Потім господарі запрошують Мандо приєднатися до них у рейді на останню імперську базу на планеті — в обмін на ремонт. Виявляється — на базі є не тільки основний склад, група виявляє численних штурмовиків, які патрулюють її коридори. Група вимикає систему охолодження лави, завдяки чому природні гарячі потоки руйнують основу фортеці. Під час втечі група знаходить вчених та чани із, імовірно, клонованими тілами. Вчені намагаються знищити докази, але перш ніж вони зможуть це зробити, Мітрол виявляє запис доктора Першинга — який свідчить про те, що він переливав кров Малюка випробуваним, яка має високий вміст мідіхлоріану. Незабаром штурмовики переслідують команду, і вони змушені рятуватися до того, як лава перегріється та зруйнує базу.
Мандалорець летить з бази, щоб дістати свій корабель, використовує при цьому реактивний ранець, тоді як Гріф, Кара і Мітрол викрадають штурмовий транспорт. Відбувається погоня між транспортом, керованим Карою, та штурмовиками-розвідниками на транспортних засобах зі швидкісним спорядженням. Гріф вбиває останнього розвідника, але винищувачі «TIE» рушають з бази в погоню за ними, вивівши з ладу транспортну гармату. Незабаром основа бази вибухає через перегрів лави. Оскільки винищувачі «TIE» переслідують Гріфа, Кару і Мітрола, то Мандалорець на «Гострому гребені» з'являється і обстрілює імперців. Після того, як Мандалорець отримує обіцяний ремонт корабля і знову вирушає з Неварро із Малюком, Гріфа відвідують пілоти Нової Республіки, які запрошують допомогти зупинити плани імперців.

## Характеристики персонажа
Гріф Карга має брутальний та нерозбірливий підхід до бізнесу. Він демонструє спокійну та впевнену в собі поведінку,. Його переважно мотивує фінансовий прибуток, але Гріф також справедливий у своїх відносинах. Він певною мірою лояльний до союзників, але також може бути дволиким і хитким у своїй прихильності (неодноразово був то другом то противником Мандалорця). Ентоні Брезнікан із «Vanity Fair» спостеріг, що Гріф одночасно захищав і маніпулював Мандалорцем, й що Мандо врешті йому не повністю довіряв. Везерс описав свого персонажа як «комбінацію продавця вживаних автомобілів та ляльковода». Оглядачі «KGO-TV» Джанет Девіс та Марша Джордан описали Гріфа як «тіньову фігуру підземного світу». Гріф — загадковий персонаж, і Везерс заявив, що це було свідоме рішення письменників — тримати аспекти його історії та мотивації загадковими: «Існує декілька справжніх вагомих вказівок, які дають вам певне уявлення про те, хто він такий, але ми ніколи не дозволяємо побачити все повністю». Гріф має дуже театральну (а іноді і надмірно) особистість, насолоджується діями та компанією мисливців за головами, над якими здійснює суворий контроль завдяки своїй керівній ролі у Гільдії.. Хоча Гріф, як правило, впевнений в собі та у своїх силах, за певних обставин, наприклад, при взаємодії з Клієнтом, діє обережно, а іноді навіть боязко.

## Задум та створення
Постать Гріфа Карги була створена Джоном Фавро, творцем Мандалорця. Спочатку він планував невеликий виступ Гріфа в серіалі, але Фавро та співавтори виявили, що їм так сподобався персонаж, аж вони вирішили розширити його роль. Вперше Гріф Карга був публічно представлений під час «Star Wars Celebration» у Чикаго 14 квітня 2019 року разом із персонажем Карою Дюн. На заході також були представлені тизерні кадри із зображенням Гріфа. Відбулася дискусія з Везерсом та Джиною Карано, обговорюючи їх героїв. Також була екранізована повна закінчена сцена Гріфа, що пропонує допомогу і подяку Мандалорцю. Уперше Везерс побачив доопрацьовані кадри з серіалу, після чого він сказав: «Як можна не реагувати на це? Чудово чути, як на це реагують вболівальники».
Під час дискусії Везерс сказав про свого персонажа: «Він начебто керівник цієї гільдії мисливців за головами. Здається, там багато негідних людей». Деякі публікації з помилкою написали ім'я Карга після події, а Ентоні Грамулья із видання «Comic Book Resources» називав його «Грейф Марда», а критик «Вараєті» Джордан Моро теж неправильно писав прізвище. Подальші кадри персонажа були включені до першого трейлера «Мандалорця» — який дебютував на зібранні «D23 (Дісней)» 23 серпня 2019 року. За словами Едріенн Тайлер зі «Screen Rant», деякі глядачі помилково спроєктували зображення Гріфа Карги у трейлері до Лендо Калріссіана, персонажа «оригінальних Зоряних воєн». 28 жовтня 2019 року було випущено персонажний плакат «Мандалорця», на якому був лише Гріф Карга.

## Світлини
Джон Фавро, який запропонував роль Везерсу, був шанувальником актора і раніше зустрічався з ним завдяки їхньому спільному членству в Гільдії режисерів Америки. Фавро почав контактувати Везерса щодо «Мандалорця» на початку підготовки до серіалу. Везерс сказав, що Фавро «начебто повільно до мене звернувся» описуючи йому проект і вражаючи актора своєю пристрастю до шоу. Везерс зустрівся з Фавро, щоб обговорити персонажа Гріфа Карги, Фавро показав йому концепт-арт із серії. Концепт Везерс назвав чудовим і одним з найкрасивіших творів мистецтва. Його також вразив Дейв Філоні, виконавчий директор «The Mandalorian», Везерс сказав про нього та Фавро: «Ми в справді хороших руках». Везерс погодився прийняти роль, якщо він міг би мати можливість керувати майбутніми епізодами «Мандалорця», якщо його буде поновлено на другий сезон, на що Фавро погодився. Хоча спочатку Везерс підписався лише на кілька епізодів, пізніше персонаж був розширений, і роль зростала більше, ніж те, що він спочатку прийняв. Фавро сказав: «Ми справді прив'язали мене до нього».
Вперше прочитавши свою роль, Везерс сказав, що Гріф Карга нагадав йому про кінорежисера, сценариста та актора Джона Г'юстона, особливо про його виступ у фільмі «Китайський квартал». Він відчував театральність і добротність персонажа «більшу за життя», внаслідок цього він спеціально виконав деякі свої рядки ефектно і мелодраматично. Кастинг «Weathers» вперше був оголошений 12 грудня 2018 року, хоча чутки обговорювались у подкасті «Making Star Wars» та інших вебсайтах за два місяці до офіційного оголошення. Везерс як персонаж звертається до Мандо: «Бути частиною цього — одна з найбільших речей, яка відбувалося за всі роки, якими я займався в пригодах». Він сказав, що його дуже вразила якість написання сценаріїв, й особливо подобається змінна прихильність і непередбачувані вирази його персонажа: «Набагато цікавіше зіграти когось, хто не є одним і тим самим завжди… Безумовно, з Гріфом ти повинен справді стежити за усім».
Везерс казав, що він мало знав про передісторію Гріфа Карги до того, як зіграв персонажа, і що не хотів цього знати, оскільки відчував — таємниця допомогла йому передати відчуття двозначності. Щодо попередньої історії Гріфа, Везерс казав: «Я не питав цього. Мені було все одно. Я не хотів знати». Однак він також додав: «Якщо я повинен був здогадуватися, він переживав якісь темні часи. Він робив, можливо, щось досить темне». Він став в другому акторському складі «Мандалорця», який також буде режисером епізоду, після виконавця «IG-11» Тайки Вайтіті.

## Зйомки
Навколо зйомок серіалу існувала велика таємниця, і Везерсу не дозволялося розголошувати жодних подробиць про нього. У перші місяці йому навіть не дозволили повідомити, що він з'являється у серіалі. Він жартував: «Мені довелося порізати палець і підписати кров'ю, що я нічого про це не скажу». Везерс сказав, що його час зйомок у фільмі «Мандалорець» був позитивним досвідом, описуючи це як: «визвольний досвід — коли у вас є щодня багато розумних, талановитих, спільнотних, добросердечних, турботливих людей». Везерс виконав власні трюки для «Мандалорця». Він сказав, що домагався різноманітності в кастингу «Мандалорця» не лише на основі раси, а й таких факторів, як зріст, вік та зовнішній вигляд: «Я хочу бачити все, що ми пережили у світі, щоб бути (притомним) у цьому Всесвіті, тому що це різні істоти, що походять з усіх частин Галактики. То чому б їм не бути там?» Після зйомок кожного епізоду Везерс любив переглядати кадри та вивчати те, що режисер і актори приносили на кожну окрему сцену.
Везерс зазначав, що йому особливо подобалося працювати з режисером Деборою Чоу під час зйомок частини «Розділ 3: Гріх», оскільки вона заздалегідь дуже точно і прискіпливо спланувала те, що хоче побачити в цьому епізоді. Він сказав, що це зняло великий тиск з нього та решти учасників акторського складу — даючи їм більше свободи та допомагаючи забезпечити, щоб їхній власний вибір синхронізувався з її власним. Послідовності дій Ведерса у «Розділі 3: Гріх» займали особливо багато часу через безліч елементів, що були присутні у сцені перестрілки. У сценах Гріфа Карги з Клієнтом, яку зіграв німецький кінорежисер Вернер Герцог, Везерс навмисно зробив Гріфа менш впевненим і владним, ніж зазвичай, щоб довести — Клієнт є небезпечним персонажем. Він був великим шанувальником Герцога, називаючи його Маестро на знімальному майданчику «Мандалорця»
.

## Вплив на культуру
Гріф Карга отримав загалом позитивні відгуки від шанувальників та рецензентів. «Screen Rant» зарахував його шостим у списку кращих персонажів з першого сезону «Мандалорця», а також до окремого списку найцікавіших персонажів в сезоні. Оглядач «New York Magazine» Кіт Фіппс високо оцінив постать персонажа, написавши; "Просто слухати, як він говорить «„Мандо!“ — це захват». Кевін Пантойя з зі «Screen Rant» похвально відгукнувся про Везерса, який, на його думку — «завжди чудовий». Шанувальникам особливо сподобався вислів Гріфа «Зроби рукою магію!», який він каже Малюку у фіналі сезону, намагаючись заохотити його застосувати Силу проти своїх ворогів. Нобл Борнес з «Epicstream» назвав це своєю «найвизначнішою сюжетною лінією» сезону. Після завершення першого сезону Везерс подякував своїм шанувальникам за підтримку, написавши: «Ваше задоволення і вдячність за роботу, виконану творцями, режисерами, акторським складом і командою, наповнює нас усіх гордістю. До осені 2020 року, робіть „Магічну руку“, діти!» Костюм Гріфа Карги посів десяте місце у списку десяти найкращих костюмів «Screen Rant» першого сезону Мандалорця.

## Ігрова індустрія
«Funko» випустив фігурку Гріфа Карги; це було оголошено 31 грудня 2019 року «Лего» виготовив мініфігурки Гріфа Карги, були включені в набір 2020 року «75292».
Карга став ігровим персонажем у грі «Зоряні війни: Галактика Героїв» 22 квітня 2020 року.